# Jean-Paul Belmondo
Jean-Paul Belmondo (født 9. april 1933, død 6. september 2021) var en fransk skuespiller, der var en af de markante medvirkende i en række film fra de franske ny bølge og en af de mest kendte franske skuespillere i 1960'erne, 1970'erne og 1980’erne. Blandt hans mest kendte film er Åndeløs, Manden i månen og En kvinde er en kvinde.